# ルスタヴィ
ルスタヴィ（グルジア語: რუსთავი、英: Rustavi）は、ジョージア（グルジア）南部のクヴェモ・カルトリ州にある都市。首都のトビリシから南東25km、クラ川流域に位置する。

## 姉妹都市
- スムガイト（アゼルバイジャン）
- ギャンジャ（アゼルバイジャン）
- ウッチ（ポーランド）